# Лазарева, Анна Николаевна
Анна Николаевна Лазарева (род. 31 января 1997, Москва) — российская волейболистка. Бронзовый призёр Кубка мира 2019 года.

## Карьера
Воспитанница СДЮШОР «Ника» (первый тренер — С. П. Якунин). Выступала за фарм-клуб «Динамо». В составе основной команды стала серебряным призёром чемпионата России 2015 года, бронзовым призёром Кубка России 2015 года и чемпионкой 2016 года.
С 2016 по 2017 год выступала за «Енисей», в составе которого стала бронзовым призёром чемпионата. Затем вернулась в «Динамо» и ещё дважды стала чемпионкой России в его составе.
В 2015 году — игрок молодёжной сборной России. На чемпионате мира среди молодёжных команд признана лучшим игроком российской сборной. В 2017 году выступала за сборную России на Мировом Гран-при.
В 2019 году перешла из «Динамо» в «Волеро Ле-Канне».
В июле 2019 года в составе студенческой сборной России победила на Универсиаде в Италии.
В сезоне 2020/2021 выступала за корейский клуб «ИБК Алтос». В 2021 году перешла в турецкий «Фенербахче».

## Достижения

### Со сборной
- Чемпионка Универсиады 2019
- Бронзовый призёр Кубка мира 2019

### С клубами
- трёхкратная чемпионка России — 2016, 2018; 2019;
  - серебряный призёр чемпионата России 2015;
  - бронзовый призёр чемпионата России 2017.
- Бронзовый призёр розыгрыша Кубка России 2015.
- Чемпионка Турции — 2023.
  - серебряный призёр Чемпионата Турции 2022.